# Eric Romain
Eric Romain (1959. szeptember 28. –) belga nemzetközi labdarúgó-játékvezető.

## Pályafutása

### Nemzeti játékvezetés
Pályafutása során hazája legfelső szintű labdarúgó-bajnokságának játékvezetője lett. Az aktív nemzeti játékvezetéstől 2002-ben vonult vissza.

### Nemzetközi játékvezetés
A Belga labdarúgó-szövetség Játékvezető Bizottsága (JB) 1996-ban terjesztette fel nemzetközi játékvezetőnek, a Nemzetközi Labdarúgó-szövetség (FIFA) bíróinak keretébe. Több nemzetek közötti válogatott és klubmérkőzést vezetett. A belga nemzetközi játékvezetők rangsorában, a világbajnokság-Európa-bajnokság sorrendjében többedmagával a 17. helyet foglalja el 4 találkozó szolgálatával. Az aktív nemzetközi játékvezetéstől 2002-ben a FIFA 45 éves korhatárát elérve búcsúzott. Válogatott mérkőzéseinek száma: 6.

#### Világbajnokság
A világbajnoki döntőhöz vezető úton Dél-Koreába és Japánba a XVII., a 2002-es labdarúgó-világbajnokságra a FIFA JB bíróként alkalmazta.
| Időpont           | Helyszín                      | Mérkőzés típusa           | Mérkőzés                   | Eredmény | Nézők száma |
| ----------------- | ----------------------------- | ------------------------- | -------------------------- | -------- | ----------- |
| 2001. március 28. | Millenium Stadion, Cardiff    | előselejtező (5. csoport) | Wales–Ukrajna              | 1 : 1    | 49 847      |
| 2001. június 6.   | Köztársasági Stadion, Jereván | előselejtező (5. csoport) | Örményország–Lengyelország | 1 : 1    | 5 500       |

#### Európa-bajnokság
Az európai-labdarúgó torna döntőjéhez vezető úton Belgiumba és Hollandiába a XI., a 2000-es labdarúgó-Európa-bajnokságra az UEFA JB játékvezetőként foglalkoztatta.
| Időpont             | Helyszín                     | Mérkőzés típusa           | Mérkőzés                 | Eredmény | Nézők száma |
| ------------------- | ---------------------------- | ------------------------- | ------------------------ | -------- | ----------- |
| 1999. március 28.   | Daugavas Stadion, Riga       | előselejtező (2. csoport) | Lettország–Albánia       | 0 : 0    | 2 700       |
| 1999. szeptember 8. | Tórsvøllur Stadion, Tórshavn | előselejtező (9. csoport) | Feröer-szigetek–Litvánia | 0 : 1    | 680         |